# 帕蓋縣
帕蓋縣（葡萄牙語：Pagué）是非洲國家聖多美和普林西比的一個縣，由普林西比自治区負責管轄，首府聖安東尼奧，位於該國普林西比島，面積136平方公里，2001年人口估計約5,966。